# Horizonte artificial

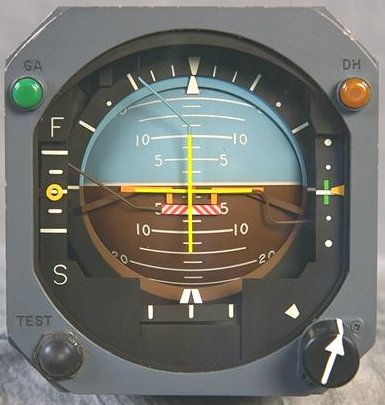
Horizonte artificial mecânico de uma aeronave.

O horizonte artificial é um instrumento utilizado em conjunto com um sextante para determinar o ângulo ou a inclinação de um corpo em relação ao horizonte. Estabelece com o plano real do horizonte uma linha ou plano paralelo. É muito utilizado para a navegação aérea e também em conjunto com instrumentos astronômicos.